# Nadžaf (guvernorát)
Guvernorát Nadžaf je jedním z 19 guvernorátů v Iráku. Jeho hlavním městem je Nadžaf. Má rozlohu 28 824 km² a v roce 2009 v něm žilo 1 180 700 obyvatel. Sousedí s guvernoráty Anbár, Karbalá, Bábil, Kádisíja a Mutanná.